# Carson Sink

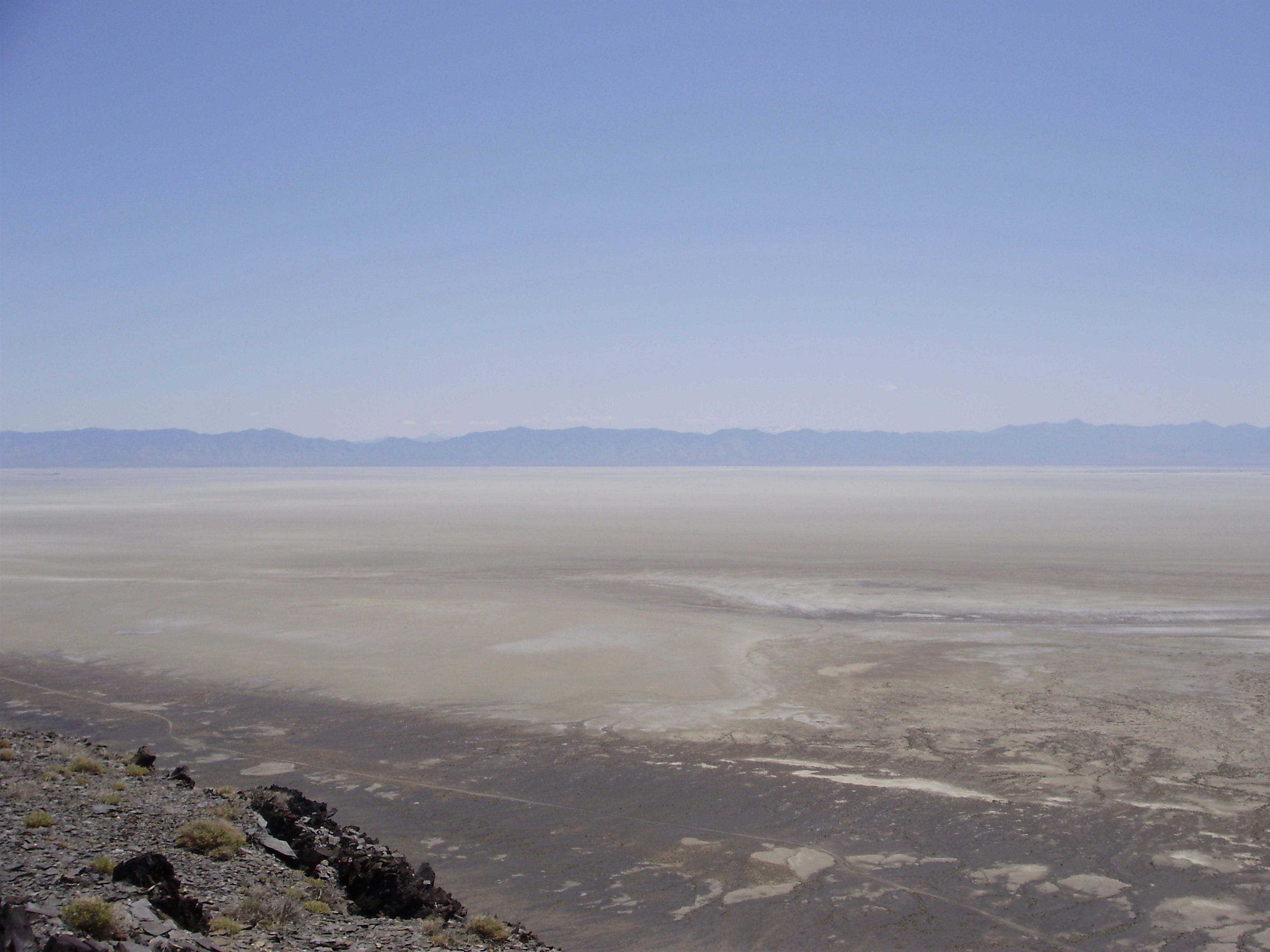
Blick vom Topog Peak auf die Carson Sink

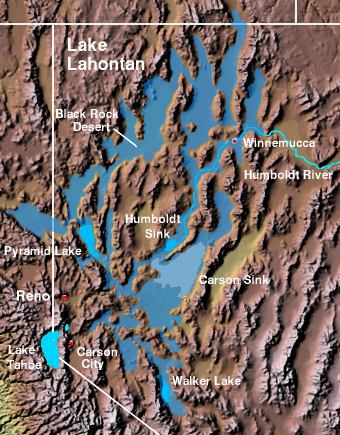
Lage der Carson Sink (hellblau) im prähistorischen Lake Lahontan, unterhalb der Humboldt Sink

Die Carson Sink (Carson-Senke), benannt nach Kit Carson, ist ein abflussloses Talbecken im Nordwesten des US-Bundesstaates Nevada. Die Senke ist der Endpunkt des Carson River. Sie ist, wie auch andere Senken und Seen in der Umgebung, ein Überrest des prähistorischen Lake Lahontan, der nach der letzten Eiszeit vor etwa 12.500 Jahren den unteren Bereich des Carson-River-Beckens bedeckte.
Der California Trail, auf dem die ersten Siedler und Goldsucher Mitte des 19. Jahrhunderts nach Kalifornien zogen, folgte dem Humboldt River, der in der Humboldt Sink endet, die nördlich der Carson Sink liegt. Der daran nach Westen anschließende Abschnitt der Route war unter dem Namen Forty Mile Desert berüchtigt und gefürchtet: Die nächsten 40 Meilen (64 km) bis zum Carson River oder dem Truckee River führten die Siedler durch Wüste ohne Trinkwasser, bevor das Gebirge der Sierra Nevada zu überqueren war.